# Geronimo Goeloe
Geronimo Goeloe, né le 18 novembre 1981 à Willemstad, est un athlète d'Aruba qui représentait les Antilles néerlandaises jusqu'en 2010, spécialiste du 200 m.

## Carrière
Il a terminé sixième du relais 4 × 100 m des Championnats du monde d'athéltisme 2005, en 38 s 45, record national, avec ses coéquipiers Charlton Rafaela, Jairo Duzant et Churandy Martina.
À titre individuel, il a remporté la médaille de bronze lors des Championnats sud-américains 2005. Il a participé aux Jeux olympiques 2004.